# Негритянський погром у Чикаго (1919)

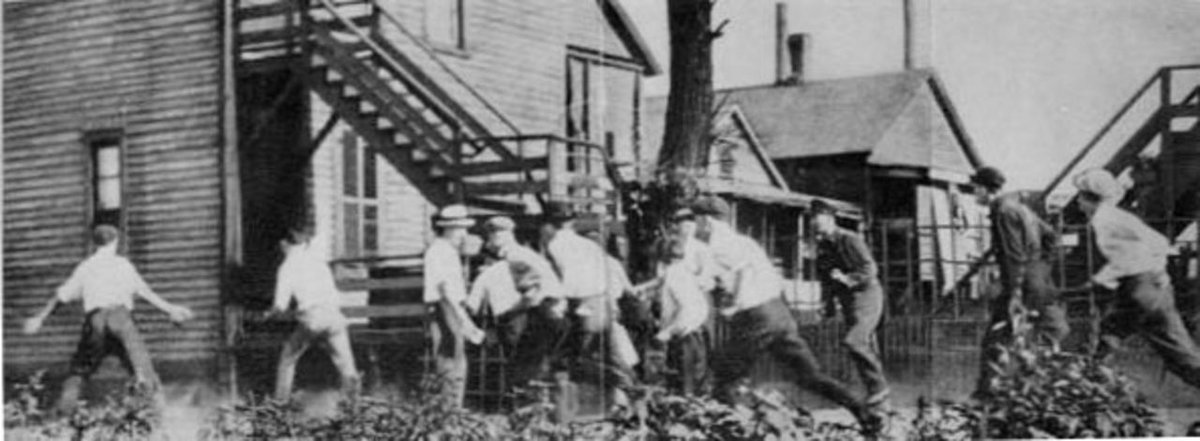
Білі у пошуках негрів

Масові заворушення в Чикаго (англ. Chicago race riot of 1919) — масові заворушення в Чикаго, Іллінойс, США, в 1919, що виникли на ґрунті міжрасового конфлікту, тривали з 27 липня по 3 серпня. Найбільші із заворушень «Червоного літа». За час заворушень було вбито 38 осіб (15 білих та 23 чорних), 537 отримали поранення.
На міських пляжах Чикаго існувала неофіційна система расової сегрегації. 27 липня 1919 чорношкірі спробували зайняти частину пляжу, відведену для білих, що призвело до бійки. У той же час білий чоловік став кидати каміння в чорношкірих, що плавали на плоті по озеру і перетнули кордон, який поділяв воду на зони для купання білих і чорних. Молодому негру Юджину Вільямсу один із каменів потрапив у чоло. Вільямс запанікував і втопився. Білий поліцейський, до якого звернувся свідок-негр, відмовився заарештувати вбивцю та заарештував самого свідка за дрібне правопорушення. Дії поліцейського викликали обурення у чорношкірих мешканців, розпочалися взаємні напади білих та чорних мешканців міста.
Заворушення поширилися по всьому місту. Білі зупиняли та перекидали громадський транспорт, побиваючи чорних пасажирів. Ночами на райони, населені неграми, відбувалися напади з підпалами будинків та вбивствами. Чорношкірі чинили опір і нападали на білих. Поліція була переважно на боці білих.
Заворушення припинилися після того, як за наказом губернатора штату в місто було введено Національну гвардію — 6 000 солдатів — негайно розпочала активні дії. Внаслідок заворушень загинуло 38 осіб (з них 23 чорні), поранено 537 (з них 342 чорні). Понад тисячу чорних втратили своє житло через пожежі. Розслідування подій узяв під свій контроль прокурор штату Іллінойс Е. Брендаж. За підсумками розслідування, 4 серпня 1919 17 призвідників серед чорношкірих були повішені. В іншому джерелі зазначено, що після розслідування «за звинуваченням у заколоті 11 афроамериканців були страчені на електричному стільці і близько 70 кинуті у в'язницю»; білих призвідників заколоту, за твердженням поліції, не вдалося виявити і, відповідно, притягнути до відповідальності.
У погромах брала участь організація Hamburg Athletic Club, одним з членів якої був 17-річний Річард Джозеф Дейлі (Richard J. Daley), який потім став її керівником. Пізніше, у 1955-1976 роках Дейлі був мером Чикаго.